# Kursor (bazy danych)
Kursor – tymczasowa struktura służąca do pobierania wyniku zapytania SQL. Kursor umożliwia pobieranie rekordów sekwencyjnie, po jednym lub więcej naraz, a także przemieszczanie się po wynikach zapytania. 
Kursor może być zdefiniowany i działać po stronie serwera baz danych, jak i po stronie klienta. Ten drugi typ kursora jest rodzajem iteratora umożliwiającego poruszanie się po poszczególnych rekordach zwróconych przez serwer klientowi.